# Sprint masculin de biathlon aux Jeux olympiques de 2022
Navigation
Pyeongchang 2018 Milan-Cortina 2026
L'épreuve masculine du sprint 10 km de biathlon aux Jeux olympiques de 2022 a lieu le 12 février 2022 au Centre de ski nordique et de biathlon de Guyangshu.
Johannes Thingnes Bø et  Quentin Fillon Maillet remportent leurs troisièmes médailles en trois courses à Pékin. Pour le Norvégien, une faute au tir debout et de loin le meilleur temps à skis, il s'agit d'un deuxième titre olympique dans une course individuelle (après l'individuel à PyeongChang 2018) et d'une sixième médaille au total. Pour le Français, un nouveau podium sur le stade de biathlon de  Guyangshu après l'argent du relais mixte et l'or de l'individuel. Il commet lui aussi une faute (au tir couché) et obtient le deuxième temps à skis à 26 s 9 de Bø. Avec une faute debout et le cinquième temps à skis, Tarjei Bø accompagne son frère cadet sur le podium, alors  que le premier concurrent classé avec un 10 sur 10, Maksim Tsvetkov, termine quatrième en ayant concédé plus de 53 secondes à Johannes Bø sur la piste.

## Médaillés
| Or                         | Argent                       | Bronze          |
| Johannes Thingnes Bø (NOR) | Quentin Fillon Maillet (FRA) | Tarjei Bø (NOR) |

## Résultats
L'épreuve commence à 17 heures 00.
Légende : C - Couché ; D - Debout
| Rang                                | Dossard | Name                       | Nationalité      | Pénalités (C+D) | Temps         | Écart         |
| ----------------------------------- | ------- | -------------------------- | ---------------- | --------------- | ------------- | ------------- |
| Médaille d'or, Jeux olympiques      | 16      | Johannes Thingnes Bø       | Norvège          | 1 (0+1)         | 24 min 0 s 4  |               |
| Médaille d'argent, Jeux olympiques  | 18      | Quentin Fillon Maillet     | France           | 1 (1+0)         | 24 min 25 s 9 | +25 s 5       |
| Médaille de bronze, Jeux olympiques | 27      | Tarjei Bø                  | Norvège          | 1 (0+1)         | 24 min 39 s 3 | +38 s 9       |
| 4                                   | 9       | Maksim Tsvetkov            | ROC              | 0 (0+0)         | 24 min 41 s 0 | +40 s 6       |
| 5                                   | 56      | Sebastian Samuelsson       | Suède            | 1 (1+0)         | 24 min 52 s 4 | +52 s 0       |
| 6                                   | 26      | Martin Ponsiluoma          | Suède            | 2 (0+2)         | 24 min 54 s 1 | +53 s 7       |
| 7                                   | 40      | Sturla Holm Lægreid        | Norvège          | 2 (1+1)         | 25 min 2 s 7  | +1 min 2 s 3  |
| 8                                   | 30      | Benedikt Doll              | Allemagne        | 1 (0+1)         | 25 min 5 s 4  | +1 min 5 s 0  |
| 9                                   | 34      | Émilien Jacquelin          | France           | 2 (1+1)         | 25 min 6 s 3  | +1 min 5 s 9  |
| 10                                  | 24      | Anton Smolski              | Biélorussie      | 1 (0+1)         | 25 min 12 s 9 | +1 min 12 s 5 |
| 11                                  | 12      | Eduard Latypov             | ROC              | 3 (2+1)         | 25 min 14 s 8 | +1 min 14 s 4 |
| 12                                  | 58      | Christian Gow              | Canada           | 0 (0+0)         | 25 min 15 s 5 | +1 min 15 s 1 |
| 13                                  | 15      | Dmytro Pidruchnyi          | Ukraine          | 1 (0+1)         | 25 min 19 s 0 | +1 min 18 s 6 |
| 14                                  | 62      | Lukas Hofer                | Italie           | 1 (0+1)         | 25 min 19 s 6 | +1 min 19 s 2 |
| 15                                  | 60      | Artem Pryma                | Ukraine          | 1 (0+1)         | 25 min 19 s 8 | +1 min 19 s 4 |
| 16                                  | 36      | Michal Krčmář              | Tchéquie         | 1 (0+1)         | 25 min 22 s 4 | +1 min 22 s 0 |
| 17                                  | 42      | Roman Rees                 | Allemagne        | 0 (0+0)         | 25 min 24 s 3 | +1 min 23 s 9 |
| 18                                  | 21      | Simon Eder                 | Autriche         | 1 (0+1)         | 25 min 26 s 9 | +1 min 26 s 5 |
| 19                                  | 48      | Daniil Serokhvostov        | ROC              | 2 (0+2)         | 25 min 38 s 0 | +1 min 37 s 6 |
| 20                                  | 8       | Vetle Sjåstad Christiansen | Norvège          | 3 (2+1)         | 25 min 38 s 4 | +1 min 38 s 0 |
| 21                                  | 37      | Fabien Claude              | France           | 3 (1+2)         | 25 min 41 s 6 | +1 min 41 s 2 |
| 22                                  | 4       | Philipp Nawrath            | Allemagne        | 3 (1+2)         | 25 min 43 s 4 | +1 min 43 s 0 |
| 23                                  | 92      | Thomas Bormolini           | Italie           | 1 (1+0)         | 25 min 44 s 1 | +1 min 43 s 7 |
| 24                                  | 2       | Simon Desthieux            | France           | 2 (0+2)         | 25 min 45 s 0 | +1 min 44 s 6 |
| 25                                  | 6       | Tero Seppälä               | Finlande         | 3 (1+2)         | 25 min 47 s 5 | +1 min 47 s 1 |
| 26                                  | 29      | Jakov Fak                  | Slovénie         | 1 (0+1)         | 25 min 48 s 0 | +1 min 47 s 6 |
| 27                                  | 88      | Sebastian Stalder          | Suisse           | 0 (0+0)         | 25 min 48 s 3 | +1 min 47 s 9 |
| 28                                  | 59      | Mikulas Karlik             | Tchéquie         | 3 (0+3)         | 25 min 48 s 8 | +1 min 48 s 4 |
| 29                                  | 83      | Jules Burnotte             | Canada           | 2 (2+0)         | 25 min 50 s 3 | +1 min 49 s 9 |
| 30                                  | 20      | Dominik Windisch           | Italie           | 2 (0+2)         | 25 min 51 s 6 | +1 min 51 s 2 |
| 31                                  | 3       | Vladimir Iliev             | Bulgarie         | 2 (0+2)         | 25 min 52 s 2 | +1 min 51 s 8 |
| 32                                  | 5       | Fangming Cheng             | Chine            | 1 (0+1)         | 25 min 53 s 3 | +1 min 52 s 9 |
| 33                                  | 50      | Johannes Kühn              | Allemagne        | 4 (2+2)         | 25 min 53 s 7 | +1 min 53 s 3 |
| 34                                  | 31      | Scott Gow                  | Canada           | 2 (1+1)         | 25 min 56 s 7 | +1 min 56 s 3 |
| 35                                  | 79      | Adam Runnalls              | Canada           | 2 (1+1)         | 26 min 0 s 5  | +2 min 0 s 1  |
| 36                                  | 22      | Jake Brown                 | États-Unis       | 2 (0+2)         | 26 min 4 s 7  | +2 min 4 s 3  |
| 37                                  | 68      | Niklas Hartweg             | Suisse           | 2 (1+1)         | 26 min 5 s 7  | +2 min 5 s 3  |
| 38                                  | 10      | Alexander Loginov          | ROC              | 4 (2+2)         | 26 min 15 s 5 | +2 min 15 s 1 |
| 39                                  | 11      | Olli Hiidensalo            | Finlande         | 3 (1+2)         | 26 min 15 s 5 | +2 min 15 s 1 |
| 40                                  | 61      | Xingyuan Yan               | Chine            | 1 (1+0)         | 26 min 16 s 7 | +2 min 16 s 3 |
| 41                                  | 19      | Tsukasa Kobonoki           | Japon            | 1 (0+1)         | 26 min 17 s 8 | +2 min 17 s 4 |
| 42                                  | 75      | Lovro Planko               | Slovénie         | 2 (0+2)         | 26 min 22 s 3 | +2 min 21 s 9 |
| 43                                  | 32      | Vytautas Strolia           | Lituanie         | 2 (1+1)         | 26 min 22 s 4 | +2 min 22 s 0 |
| 44                                  | 53      | Kosuke Ozaki               | Japon            | 0 (0+0)         | 26 min 24 s 1 | +2 min 23 s 7 |
| 45                                  | 46      | Joscha Burkhalter          | Suisse           | 2 (1+1)         | 26 min 28 s 3 | +2 min 27 s 9 |
| 46                                  | 52      | Felix Leitner              | Autriche         | 2 (1+1)         | 26 min 33 s 8 | +2 min 33 s 4 |
| 47                                  | 65      | Sean Doherty               | États-Unis       | 4 (1+3)         | 26 min 35 s 2 | +2 min 34 s 8 |
| 48                                  | 17      | Grzegorz Guzik             | Pologne          | 1 (0+1)         | 26 min 36 s 2 | +2 min 35 s 8 |
| 49                                  | 13      | Alexandr Mukhin            | Kazakhstan       | 1 (1+0)         | 26 min 37 s 2 | +2 min 36 s 8 |
| 50                                  | 76      | Rene Zahkna                | Estonie          | 1 (0+1)         | 26 min 37 s 9 | +2 min 37 s 5 |
| 51                                  | 45      | Raido Ränkel               | Estonie          | 2 (0+2)         | 26 min 39 s 1 | +2 min 38 s 7 |
| 52                                  | 69      | Blagoy Todev               | Bulgarie         | 1 (0+1)         | 26 min 39 s 2 | +2 min 38 s 8 |
| 53                                  | 14      | Benjamin Weger             | Suisse           | 1 (0+1)         | 26 min 39 s 6 | +2 min 39 s 2 |
| 54                                  | 39      | Heikki Laitinen            | Finlande         | 2 (1+1)         | 26 min 41 s 1 | +2 min 40 s 7 |
| 55                                  | 44      | Jesper Nelin               | Suède            | 4 (3+1)         | 26 min 43 s 6 | +2 min 43 s 2 |
| 56                                  | 82      | Anton Sinapov              | Bulgarie         | 2 (0+2)         | 26 min 45 s 4 | +2 min 45 s 0 |
| 57                                  | 51      | Mikita Labastau            | Biélorussie      | 4 (2+2)         | 26 min 47 s 0 | +2 min 46 s 6 |
| 58                                  | 77      | Jakub Štvrtecký            | Tchéquie         | 3 (1+2)         | 26 min 48 s 3 | +2 min 47 s 9 |
| 59                                  | 84      | Adam Václavík              | Tchéquie         | 3 (2+1)         | 26 min 50 s 2 | +2 min 49 s 8 |
| 60                                  | 70      | Anton Dudchenko            | Ukraine          | 2 (2+0)         | 26 min 51 s 6 | +2 min 51 s 2 |
| 61                                  | 74      | Tommaso Giacomel           | Italie           | 4 (1+3)         | 26 min 52 s 2 | +2 min 51 s 8 |
| 62                                  | 38      | Miha Dovžan                | Slovénie         | 2 (2+0)         | 26 min 53 s 1 | +2 min 52 s 7 |
| 63                                  | 57      | Dimitar Gerdzhikov         | Bulgarie         | 2 (1+1)         | 26 min 56 s 5 | +2 min 56 s 1 |
| 64                                  | 72      | Peppe Femling              | Suède            | 3 (2+1)         | 26 min 58 s 5 | +2 min 58 s 1 |
| 65                                  | 43      | Šimon Bartko               | Slovaquie        | 3 (2+1)         | 26 min 58 s 8 | +2 min 58 s 4 |
| 66                                  | 81      | Bogdan Tsymbal             | Ukraine          | 3 (3+0)         | 26 min 59 s 0 | +2 min 58 s 6 |
| 67                                  | 49      | Thierry Langer             | Belgique         | 1 (1+0)         | 26 min 59 s 8 | +2 min 59 s 4 |
| 68                                  | 33      | Michal Šíma                | Slovaquie        | 1 (1+0)         | 27 min 2 s 3  | +3 min 1 s 9  |
| 69                                  | 80      | David Komatz               | Autriche         | 2 (0+2)         | 27 min 2 s 5  | +3 min 2 s 1  |
| 70                                  | 87      | Kristo Siimer              | Estonie          | 1 (1+0)         | 27 min 6 s 6  | +3 min 6 s 2  |
| 71                                  | 78      | Maksim Varabei             | Biélorussie      | 4 (3+1)         | 27 min 10 s 4 | +3 min 10 s 0 |
| 72                                  | 91      | Patrick Jakob              | Autriche         | 1 (0+1)         | 27 min 10 s 9 | +3 min 10 s 5 |
| 73                                  | 67      | Karol Dombrovski           | Lituanie         | 1 (0+1)         | 27 min 11 s 2 | +3 min 10 s 8 |
| 74                                  | 54      | Paul Schommer              | États-Unis       | 4 (1+3)         | 27 min 13 s 3 | +3 min 12 s 9 |
| 75                                  | 25      | Campbell Wright            | Nouvelle-Zélande | 2 (1+1)         | 27 min 14 s 1 | +3 min 13 s 7 |
| 76                                  | 85      | Chunyu Zhang               | Chine            | 1 (0+1)         | 27 min 14 s 2 | +3 min 13 s 8 |
| 77                                  | 55      | Vladislav Kireyev          | Kazakhstan       | 1 (1+0)         | 27 min 21 s 7 | +3 min 21 s 3 |
| 78                                  | 23      | Dzmitry Lazouski           | Biélorussie      | 3 (0+3)         | 27 min 22 s 9 | +3 min 22 s 5 |
| 79                                  | 28      | Pavel Magazeev             | Moldavie         | 3 (2+1)         | 27 min 25 s 0 | +3 min 24 s 6 |
| 80                                  | 47      | Tomas Kaukėnas             | Lituanie         | 2 (1+1)         | 27 min 27 s 9 | +3 min 27 s 5 |
| 81                                  | 71      | Zhenyu Zhu                 | Chine            | 3 (2+1)         | 27 min 28 s 6 | +3 min 28 s 2 |
| 82                                  | 35      | Timofey Lapshin            | Corée du Sud     | 2 (1+1)         | 27 min 30 s 8 | +3 min 30 s 4 |
| 83                                  | 90      | Leif Nordgren              | États-Unis       | 3 (0+3)         | 27 min 31 s 8 | +3 min 31 s 4 |
| 84                                  | 7       | Florent Claude             | Belgique         | 4 (1+3)         | 27 min 35 s 1 | +3 min 34 s 7 |
| 85                                  | 93      | Matej Baloga               | Slovaquie        | 1 (0+1)         | 27 min 41 s 3 | +3 min 40 s 9 |
| 86                                  | 86      | Rok Tršan                  | Slovénie         | 1 (0+1)         | 27 min 45 s 7 | +3 min 45 s 3 |
| 87                                  | 64      | Tomas Sklenarik            | Slovaquie        | 3 (1+2)         | 27 min 46 s 3 | +3 min 45 s 9 |
| 88                                  | 1       | Kalev Ermits               | Estonie          | 4 (2+2)         | 27 min 46 s 4 | +3 min 46 s 0 |
| 89                                  | 41      | George Coltea              | Roumanie         | 2 (1+1)         | 27 min 54 s 7 | +3 min 54 s 3 |
| 90                                  | 89      | Linas Banys                | Lituanie         | 3 (1+2)         | 28 min 5 s 8  | +4 min 5 s 4  |
| 91                                  | 73      | Tom Lahaye-Goffart         | Belgique         | 1 (1+0)         | 28 min 15 s 1 | +4 min 14 s 7 |
| 92                                  | 66      | Tuomas Harjula             | Finlande         | 2 (0+2)         | 28 min 21 s 2 | +4 min 20 s 8 |
| 93                                  | 63      | Maksim Makarov             | Moldavie         | 5 (2+3)         | 29 min 45 s 6 | +5 min 45 s 2 |
| 94                                  | 94      | César Beauvais             | Belgique         | 4 (1+3)         | 30 min 6 s 8  | +6 min 6 s 4  |